# 8ª edizione della Tachiaoi Cup
L'8ª edizione della Tachiaoi Cup, competizione goistica riservata alle professioniste giapponesi, si è disputata nel 2021: Rina Fujisawa ha vinto la competizione per la sesta volta, la quinta consecutiva, sconfiggendo 2-0 in finale la sfidante Asami Ueno.
Il torneo è organizzato dalla Nihon Ki-in con il sostegno del Mainichi Shinbun e la sponsorizzazione della fondazione Onchikai.

## Torneo per la determinazione della sfidante
Il torneo per la determinazione della sfidante si disputa tra otto goiste:
- Asami Ueno Kisei femminile
- Konishi Kazuko 8d
- Ayumi Suzuki 7d
- Okuda Aya 4d
- Shimosaka Miori 3d
- Nyu Eiko 2d
- Kato Chie 2d
- Nakamura Sumire 2d

Il torneo è a eliminazione diretta con partite singole.
|  | Primo turno         | Primo turno         | Primo turno         |                     |       | Semifinali | Semifinali | Semifinali |  |  | Finale | Finale | Finale |  |
|  |                     |                     |                     |                     |       |            |            |            |  |  |        |        |        |  |
|  | Nakamura Sumire 2d  | Nakamura Sumire 2d  | N+R                 |                     |       |            |            |            |  |  |        |        |        |  |
|  | Nakamura Sumire 2d  | Nakamura Sumire 2d  | N+R                 |                     |       |            |            |            |  |  |        |        |        |  |
|  | Konishi Kazuko 8d   |                     |                     |                     |       |            |            |            |  |  |        |        |        |  |
|  |                     | Nakamura Sumire 2d  |                     |                     |       |            |            |            |  |  |        |        |        |  |
|  |                     |                     |                     |                     |       |            |            |            |  |  |        |        |        |  |
|  |                     |                     | Nyu Eiko 3d         | Nyu Eiko 3d         | N+6,5 |            |            |            |  |  |        |        |        |  |
|  | Ayumi Suzuki 7d     |                     | Nyu Eiko 3d         | Nyu Eiko 3d         | N+6,5 |            |            |            |  |  |        |        |        |  |
|  |                     |                     |                     |                     |       |            |            |            |  |  |        |        |        |  |
|  | Nyu Eiko 3d         | Nyu Eiko 3d         | B+2,5               |                     |       |            |            |            |  |  |        |        |        |  |
|  | Nyu Eiko 3d         | Nyu Eiko 3d         | B+2,5               | Nyu Eiko 3d         |       |            |            |            |  |  |        |        |        |  |
|  |                     |                     |                     |                     |       |            |            |            |  |  |        |        |        |  |
|  |                     |                     | Asami Ueno Kisei f. | Asami Ueno Kisei f. | B+R   |            |            |            |  |  |        |        |        |  |
|  | Kato Chie 2d        | Kato Chie 2d        | Asami Ueno Kisei f. | Asami Ueno Kisei f. | B+R   | B+6,5      |            |            |  |  |        |        |        |  |
|  | Kato Chie 2d        | Kato Chie 2d        |                     |                     |       |            |            |            |  |  |        |        |        |  |
|  | Shimosaka Miori 3d  |                     |                     |                     |       |            |            |            |  |  |        |        |        |  |
|  |                     | Kato Chie 2d        |                     |                     |       |            |            |            |  |  |        |        |        |  |
|  |                     |                     |                     |                     |       |            |            |            |  |  |        |        |        |  |
|  |                     |                     | Asami Ueno Kisei f. | Asami Ueno Kisei f. | B+R   |            |            |            |  |  |        |        |        |  |
|  | Asami Ueno Kisei f. | Asami Ueno Kisei f. | Asami Ueno Kisei f. | Asami Ueno Kisei f. | B+R   | N+R        |            |            |  |  |        |        |        |  |
|  | Asami Ueno Kisei f. | Asami Ueno Kisei f. |                     |                     |       |            |            |            |  |  |        |        |        |  |
|  | Okuda Aya 4d        |                     |                     |                     |       |            |            |            |  |  |        |        |        |  |

Con la sua vittoria su Konishi Kazuko 8d, Nakamura Sumire 2d ha stabilito il primato di giocatrice più giovane a raggiungere le semifinali di un torneo femminile, all'età di 12 anni e un mese.

## Finale
La sfida per il titolo ha visto la vincitrice del torneo di qualificazione, Asami Ueno, affrontare la detentrice del titolo Rina Fujisawa al meglio dei tre incontri.